# Marco Cláudio Marcelo (cônsul em 183 a.C.)
Marco Cláudio Marcelo (m. 169 a.C.; em latim: Marcus Claudius Marcellus) foi um político da família dos Marcelos da gente Cláudia da República Romana eleito cônsul em 183 a.C. com Quinto Fábio Labeão. Era filho de Marco Cláudio Marcelo, cônsul cinco vezes, o "Martelo de Roma" da Segunda Guerra Púnica, e irmão de Marco Cláudio Marcelo, o cônsul em 196 a.C.. É possível ainda que ele seja neto do primeiro e filho do segundo.

## Consulado (183 a.C.)
É provável que Marcelo seja o pretor citado por Lívio em 185 a.C., apesar de ele o chamar de "Marcelino" (em latim: "Marcellinus"). Foi eleito cônsul em 183 a.C. com Quinto Fábio Labeão e os dois receberam a Ligúria como província consular, com o objetivo de pacificar a região depois de anos de guerra. Marcelo também enfrentou um grupo de gauleses que haviam atravessado os Alpes e se estabelecido no território da futura cidade de Aquileia. Os gauleses se renderam antes do combate, foram desarmados e expulsos para o outro lado dos Alpes. Logo depois, Marcelo marchou contra os ístrios, mas não conseguiu realizar nenhum feito mais importante pois teve que voltar para Roma para organizar as eleições para o ano seguinte.

## Anos finais
Foi nomeado decênviro sacrorum e morreu em 169 a.C. ainda na função.